# I am a Hero
I Am a Hero (アイアムアヒーロー?, Ai Amu A Hīrō) è un manga di Kengo Hanazawa, la cui pubblicazione su Big Comic Spirits di Shogakukan, è avvenuta dal 27 aprile 2009 al 27 febbraio 2017. È pubblicato in Italia da GP Publishing dal 2011 e poi da J-Pop.
È stato candidato alla terza, quarta e quinta edizione del Manga Taishō e ha vinto il 58º Premio Shogakukan per i manga nella categoria generale.
Dall'opera è stato tratto un live action, diretto da Shinsuke Sato, uscito nei cinema giapponesi nel 2016.

## Trama

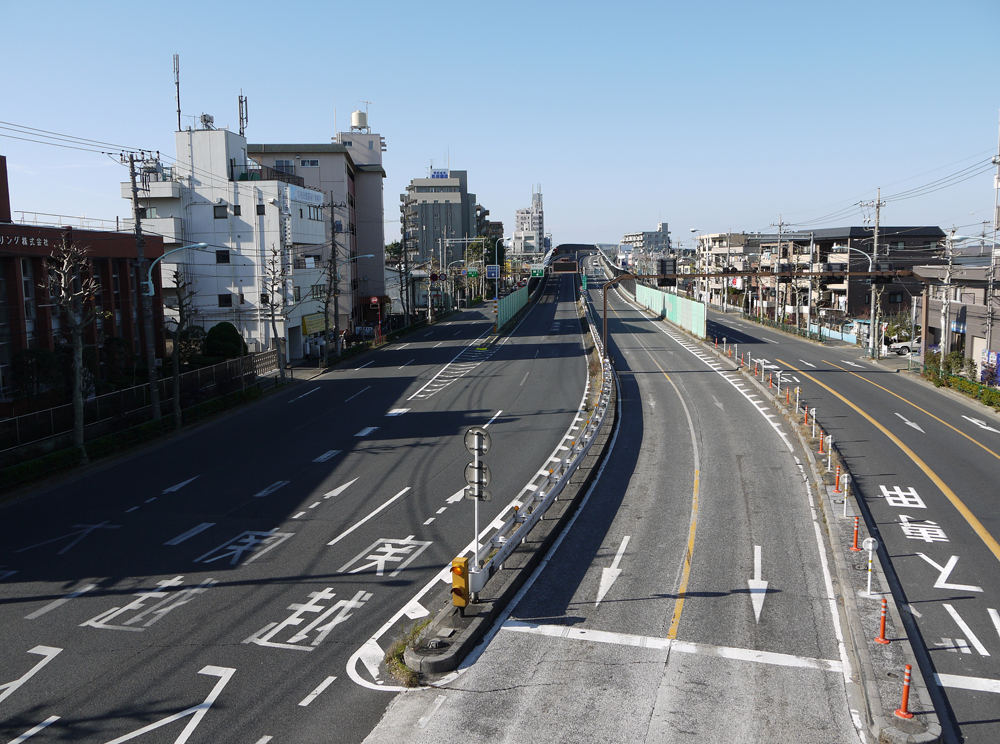
Palcoscenico di una storia a Miharadai Nerima-ku, Tokyo

Hideo Suzuki è un trentacinquenne assistente di un mangaka: il suo sogno di sfondare nell'ambiente cozza con fallimenti e sogni distrutti, strane delusioni e con la strana storia con la sua ragazza Tetsuko.
Un giorno, una misteriosa epidemia infetta una parte ingente della popolazione giapponese, rendendoli zombie pronti ad addentare e divorare gli umani. Hideo, non ancora certo della situazione, fugge dalla sua casa e dalla sua ragazza ormai zombie, armato con il suo amato fucile ma mantenendo la sua morale e inizia il suo solitario viaggio, finché non conosce prima la liceale Hiromi e poi l'infermiera Yabu.

## Volumi
| Nº | Data di prima pubblicazione | Data di prima pubblicazione | Data di prima pubblicazione | Data di prima pubblicazione |
| Nº | Giapponese                  | Giapponese                  | Italiano                    | Italiano                    |
| -- | --------------------------- | --------------------------- | --------------------------- | --------------------------- |
| 1  | 28 agosto 2009              | ISBN 978-4-09-182580-3      | 30 agosto 2011              | ISBN 978-88-6468-487-1      |
| 2  | 26 dicembre 2009            | ISBN 978-4-09-182779-1      | 22 ottobre 2011             | ISBN 978-88-6468-488-8      |
| 3  | 28 maggio 2010              | ISBN 978-4-09-183157-6      | 17 dicembre 2011            | ISBN 978-88-6468-489-5      |
| 4  | 30 agosto 2010              | ISBN 978-4-09-183377-8      | 18 febbraio 2012            | ISBN 978-88-6468-546-5      |
| 5  | 25 dicembre 2010            | ISBN 978-4-09-183534-5      | 21 aprile 2012              | ISBN 978-88-6468-547-2      |
| 6  | 30 maggio 2011              | ISBN 978-4-09-183827-8      | 23 giugno 2012              | ISBN 978-88-6468-766-7      |
| 7  | 30 settembre 2011           | ISBN 978-4-09-184050-9      | 25 agosto 2012              | ISBN 978-88-6468-8213-      |
| 8  | 30 gennaio 2012             | ISBN 978-4-09-184246-6      | 6 ottobre 2012              | ISBN 978-88-6468-880-0      |
| 9  | 30 maggio 2012              | ISBN 978-4-09-184512-2      | 22 dicembre 2012            | ISBN 978-88-6468-881-7      |
| 10 | 30 ottobre 2012             | ISBN 978-4-09-184729-4      | 16 novembre 2013            | ISBN 978-88-6634-644-9      |
| 11 | 28 febbraio 2013            | ISBN 978-4-09-184880-2      | 15 novembre 2014            | ISBN 978-88-6883-030-4      |
| 12 | 28 giugno 2013              | ISBN 978-4-09-185240-3      | 21 marzo 2015               | ISBN 978-88-6883-183-7      |
| 13 | 30 ottobre 2013             | ISBN 978-4-09-185574-9      | 20 giugno 2015              | ISBN 978-88-6883-280-3      |
| 14 | 28 febbraio 2014            | ISBN 978-4-09-185877-1      | 30 settembre 2015           | ISBN 978-88-6883-465-4      |
| 15 | 30 giugno 2014              | ISBN 978-4-09-186284-6      | 27 febbraio 2016            | ISBN 978-88-6883-569-9      |
| 16 | 26 dicembre 2014            | ISBN 978-4-09-186668-4      | 18 maggio 2016              | ISBN 978-88-6883-676-4      |
| 17 | 29 maggio 2015              | ISBN 978-4-09-187020-9      | 30 novembre 2016            | ISBN 978-88-6883-797-6      |
| 18 | 30 novembre 2015            | ISBN 978-4-09-187309-5      | 25 gennaio 2017             | ISBN 978-88-6883-868-3      |
| 19 | 15 marzo 2016               | ISBN 978-4-09-187470-2      | 15 marzo 2017               | ISBN 978-88-6883-951-2      |
| 20 | 12 aprile 2016              | ISBN 978-4-09-187530-3      | 17 maggio 2017              | ISBN 978-88-3275-014-0      |
| 21 | 28 ottobre 2016             | ISBN 978-4-09-189221-8      | 23 agosto 2017              | ISBN 978-88-3275-183-3      |
| 22 | 30 marzo 2017               | ISBN 978-4-09-189379-6      | 18 ottobre 2017             | ISBN 978-88-3275-184-0      |